# Dannemoine
Dannemoine é uma comuna francesa na região administrativa de Borgonha-Franco-Condado, no departamento de Yonne. Estende-se por uma área de 10,29 km². Em 2010 a comuna tinha 484 habitantes (densidade: 47 hab./km²).